# Vega (cohete)
Vega es un cohete de lanzamiento desarrollado conjuntamente por la Agencia Espacial Italiana (ASI) y la Agencia Espacial Europea (ESA) desde 1998, cuyo primer lanzamiento tuvo lugar el 13 de febrero de 2012 desde el puerto espacial de Kourou. Ha sido diseñado para lanzar pequeñas cargas: satélites de 300 a 2000 kg para misiones científicas y de observación de la Tierra en órbitas bajas y polares.
Tiene su origen en el programa italiano Vega (Vettore Europeo di Generazione Avanzata) de inicios de los años 1990 que buscaba sustituir los cohetes Scout usados por la Agencia Espacial Italiana. El programa Vega fue aprobado por la Junta del Programa Ariane de la ESA del 27-28 de noviembre de 2000.
El cohete tiene las mismas capacidades que un misil intercontinental (ICBM) de largo recorrido.
Italia es el mayor contribuyente al programa con un 65%. Otros participantes son Francia (15%), España (6%), Bélgica (5,63%), Holanda (2,75-3,5%), Países Bajos (5,63%), Suiza (1,34%) y Suecia (0,8%). La principal empresa contratista es ELV S.p.A., compañía creada y participada por la empresa Avio S.p.A. y la Agencia Espacial Italiana.

## Propulsión
El lanzador cuenta con tres etapas de combustible sólido, la primera etapa P80, la segunda etapa Zefiro23, la tercera etapa Zefiro9, y un módulo superior de combustible líquido llamado AVUM (Attitude and Vernier Upper Module). La tecnología desarrollada para el programa P80 debería ser usada también en futuros desarrollos del cohete Ariane. Bélgica, Francia, Italia y los Países Bajos también participan en el programa P80.

### P80
La primera etapa de propulsión es el cohete de combustible sólido P80, introduciendo tecnologías de bajo costo que pueden ser reusadas para futuras versiones de Ariane 5. La agencia espacial francesa (CNES) es la principal responsable en el desarrollo de este motor.
Estas tecnologías consisten principalmente en:
- Caucho de baja densidad para el aislamiento interno.
- Alto contenido de aluminio para el propelente (HTPB 1912).
- Arquitectura simplificada del inyector usando carbón fenol de bajo peso y costo.
- Cubierta del ignitor consumible.
- Control del vector de turbina electromecánico usando baterías de ion litio.

| Primera Etapa                | P80          |
| ---------------------------- | ------------ |
| Alto                         | 12m          |
| Diámetro                     | 3m           |
| Masa del propelente          | 88 toneladas |
| Empuje                       | 3040 kN      |
| Radio expansión del inyector | 16           |
| Tiempo en quemarse           | 107s         |

### Zefiro 23
El Zefiro 23 es un derivado del Zefiro 16 iniciado por Fiat-Avio (ahora Avio S.p.A.), y está compuesto por:
- EPDM de baja densidad para aislamiento interno.
- Propelente HTPB 1912.
- Inyector basado en tecnología de juntas flexibles.
- Ignitor consumible.
- Control del vector de turbina electromecánico.

| Segunda Etapa                | Zefiro 23      |
| ---------------------------- | -------------- |
| Alto                         | 7,5m           |
| Diámetro                     | 1,9m           |
| Masa del propelente          | 23,9 toneladas |
| Empuje                       | 1200kN         |
| Radio expansión del inyector | 25             |
| Tiempo en quemarse           | 71,6s          |

### Zefiro9
Está compuesto prácticamente igual al Zefiro 23, pero posee características y dimensiones diferentes:
| Tercera Etapa                | Zefiro 9       |
| ---------------------------- | -------------- |
| Alto                         | 3,17m          |
| Diámetro                     | 1,92m          |
| Masa del propelente          | 10.1 toneladas |
| Empuje                       | 305 kN         |
| Radio expansión del inyector | 56             |
| Tiempo en quemarse           | 117s           |

Esta etapa fue probada con éxito por primera vez en diciembre de 2005. El 28 de abril de 2009 tuvo lugar el segundo encendido de prueba de esta etapa, también exitoso, certificando finalmente que la etapa está lista para su uso en vuelo real.

### AVUM
La propulsión de este módulo se compone de un motor principal alimentado con bipropelente y con capacidad de reignición y de un sistema de control de actitud basado en dos clústeres de tres impulsores. Cada uno de estos clústeres tiene un empuje de 50N.
| Cuarta etapa        | AVUM                    |
| ------------------- | ----------------------- |
| Alto                | 2,04m                   |
| Diámetro            | 2,18m                   |
| Masa del propelente | 367kg N2O4 / 183kg UDMH |
| Empuje              | 2,45kN                  |
| Tiempo en quemarse  | 667s                    |

## Misión
La misión típica de un cohete Vega tiene tres fases: ascenso, transferencia y deorbitación.

### Ascenso de las tres primeras etapas
El perfil de vuelo se optimiza para cada misión y se basa en los siguientes eventos:
1. Vuelo de la primera etapa con el ascenso vertical inicial.
2. Vuelo de la segunda etapa.
3. Vuelo de la tercera etapa, separación e inserción en la trayectoria suborbital.

### Perfil de vuelo AVUM
Tras la separación de la tercera etapa, ya en trayectoria suborbital, entra en acción AVUM para transferir la carga a la órbita requerida, realizando los oportunos cambios de plano e incremento de órbita.
Primeramente AVUM se impulsa hasta alcanzar la órbita elíptica intermedia. Esta órbita coincide en su apogeo con la órbita final. Con un segundo impulso AVUM se sitúa en la órbita circular requerida.

### Maniobras de disposición orbital
Tras la separación final de AVUM de la carga y después de un tiempo para se produzca una separación suficiente de seguridad, el AVUM realiza las maniobras de disposición orbital o deorbitación. Para ello se hace uso de una ignición adicional del motor principal.

### Lanzamientos[4]
| No | Código | Fecha      | Carga |
| -- | ------ | ---------- | --- |
| 1  | VV01   | 13.02.2012 | LARES ALMASat 1 / e-st@r / Goliat / MaSat 1 / PW-Sat 1 / ROBUSTA / UniCubeSat-GG / Xatcobeo / LARES-A&H/SS |
| 2  | VV02   | 07.05.2013 | Proba-V / VNREDSat 1.ª / ESTCube-1                                                                         |
| 3  | VV03   | 30.04.2014 | KazEOSat 1                                                                                                 |
| 4  | VV04   | 11.02.2015 | IXV / AVUM VV04                                                                                            |
| 5  | VV05   | 23.06.2015 | Sentinel-2A                                                                                                |
| 6  | VV06   | 03.12.2015 | LISA Pathfinder                                                                                            |
| 7  | VV07   | 16.09.2016 | PeruSat-1 / SkySat 4 / SkySat 5 / SkySat 6 / SkySat 7                                                      |
| 8  | VV08   | 05.12.2016 | Göktürk 1A                                                                                                 |
| 9  | VV09   | 07.03.2017 | Sentinel-2B                                                                                                |
| 10 | VV10   | 02.08.2017 | OPTSAT-3000 / VENµS                                                                                        |
| 11 | VV11   | 08.11.2017 | Mohammed VI A (MN35-13A)                                                                                   |
| 12 | VV12   | 22.08.2018 | Aeolus |
| 13 | VV13   | 21.11.2018 | Mohammed VI B (MN35-13B)                                                                                   |
| 14 | VV14   | 22.03.2019 | PRISMA |
| 15 | VV15   | 11.07.2019 | Falcon Eye 1                                                                                               |
| 16 | VV16   | 03.09.2020 | Varios satélites                                                                                           |
| 17 | VV17   | 17.11.2020 | SEOSat-Ingenio y TARANIS                                                                                   |
| 18 | VV18   | 29.04.2021 | Pleaides Neo 3, NorSat-3, Bravo, ELO Alpha, Lemur-2 x 2                                                    |
| 19 | VV19   | 17.08.2021 | Pleaides Neo 4, BRO-4, LEDSAT, RADCUBE, SUNSTORM                                                           |
| 20 | VV20   | 16.11.2021 | CERES 1/2/3                                                                                                |
| 21 | VV21   | 13.07.2022 | LARES 2, ALPHA, AstroBio CubeSat, CELESTA, GreenCube, MTCube-2, TRISAT-R                                   |
| 22 | VV22   | 21.12.2022 | Pleaides Neo 5, Pleaides Neo 6                                                                             |
| 23 | VV23   | 09.10.2023 | THEOS-2, TRITON, ANSER x 3, CSC x 2, ESTCube-2, MACSAT, N3SS, PRETTY, PROBA-V CC                           |
| 24 | VV24   | 05.09.2024 | Sentinel-2C                                                                                                |